# CBR-5884
CBR-5884是一种有机化合物，化学式为C14H12N2O4S2，它是白色至米黄色的固体，是一种磷酸甘油酸脱氢酶（PHGDH）选择性抑制剂。
它是高效的丝氨酸合成抑制剂，可以选择性地阻断丝氨酸合成而不影响其他糖酵解的中间体。